# Anders Linderoth
Anders Karl Gustaf Linderoth (Kristianstad, 21 marzo 1950) è un allenatore di calcio ed ex calciatore svedese, di ruolo centrocampista.

## Biografia
Anche suo figlio Tobias Linderoth giocò a calcio nella Nazionale svedese.

## Carriera
Fu eletto Guldbollen nel 1976.

## Palmarès

### Giocatore

#### Competizioni nazionali
- Coppa di Svezia: 1

Öster: 1977

### Allenatore

#### Competizioni nazionali
- Norgesmesterskapet: 1

Stabæk: 1998